# Луцька унійна єпархія
Луцька унійна єпархія (також Луцько-Острозька; лат. Eparchia Luceoriensis et Ostrogiensis Ruthenorum) — церковно-адміністративна одиниця у складі Руської Унійної Церкви, яка існувала на території Речі Посполитої (1596—1633 і 1702—1795), а після її поділів, буллою лат. «Maximus undique pressi calamitatibus» (від 15 листопада 1798) Папи Пія VI відновлена на території Російської імперії і скасована указом Миколи І у 1828 році. Луцька унійна єпархія підлягала Київській унійній митрополії.

## Історія

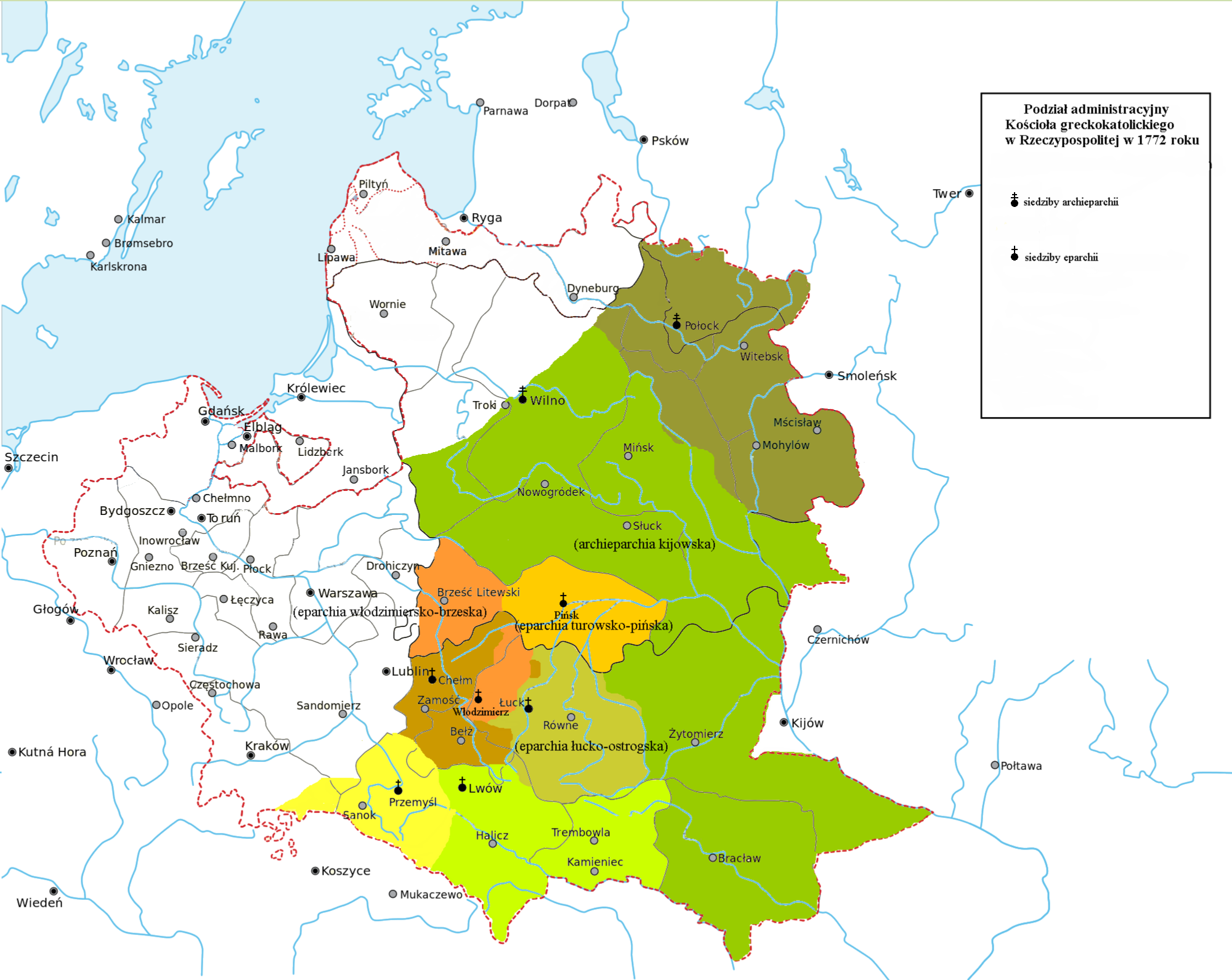
Луцька унійна єпархія на мапі Руської унійної церкви у Речі Посполитій, 1772 рік

Виникла внаслідок приєднання єпископа Кирила Терлецького до Берестейської унії, під час Берестейського синоду (1596) потверджена в тогочасних кордонах. Її ординарій займав третє місце по старшинству після Київського митрополита і Володимирського єпископа. Після легалізації православної ієрархії королем Владиславом IV Вазою в 1633 році Луцьку єпархію отримав православний єпископ, а Луцький унійний єпископ Єронім Почаповський натомість зберігаючи титул єпископа Луцького, мав переселитись у Жидичинський монастир. Єпископ Никифор Лосовський був коад'ютором Київського митрополита, а потім єпархією керували митрополити Гавриїл Коленда, Кипріян Жоховський, Лев Заленський, у 1651—1664 роках — Перемишльський єпископ Прокопій Хмельовський, а в 1711—1713 роках єпископ Холмський Йосиф Левицький. Згідно зі звітом єпископа Якова Суші з 1664 року, при Унії залишилось 100 парафій і 7 монастирів.
Відродження прийшло після приєднання до Унії 1702 року православного Луцького єпископа Діонісія Жабокрицького. Значна реорганізація сітки парафій відбулась коли в 1703 році до Володимирської унійної єпархії перейшли парафії і монастирі Володимирського повіту і протопопії (деканати) Локачинська і Турійська, а повернулися парафії Кременецького і Луцького повітів та протопопії Кременецька і Збаразька. З огляду на політичну ситуацію, Жабокрицький часто перебував поза своєю єпархією, а в 1711 році був вивезений вглиб Московщини. Наступники Жабокрицького Йосиф Виговський (1713—1730), Теодосій (1730—1751) і Сильвестр Рудницькі (1752—1777) сприяли значному релігійному піднесенню в єпархії, особливо останній — коронуючи в 1773 році Почаївську чудотворну ікону Божої Матері. Унійною катедрою надалі залишався храм св. Йоана Богослова, єпископські резиденції були в Луцьку і Рожищі. У 1772 році Луцька унійна єпархія займала територію 35 тис. км², складалась із 45 деканатів, 1236 парафій (з них понад 100 вакантних) і від бл. 1770 року мала капітулу з 4 прелатурами і 4 каноніями. Єпархіальний клир навчався в єпархіальній семінарії (1763—1779) і Папській вірмено-руській колегії у Львові (стипендії єпископа Йосифа Виговського) або брав участь у курсах перед свяченнями, організованих перед 1773 роком єпископом Сильвестром Рудницьким у резиденції в Рожищі. На території Луцької унійної єпархії були василіянські монастирі Литовської (серед них Дерманський, Дубенський і Дорогобузький монастирі) та Руської провінцій (між іншим станом на 1744 рік в Почаївському монастирі мешкало 67 ченців) і три монастирі монахинь-василіянок.

### Після поділів Речі Посполитої

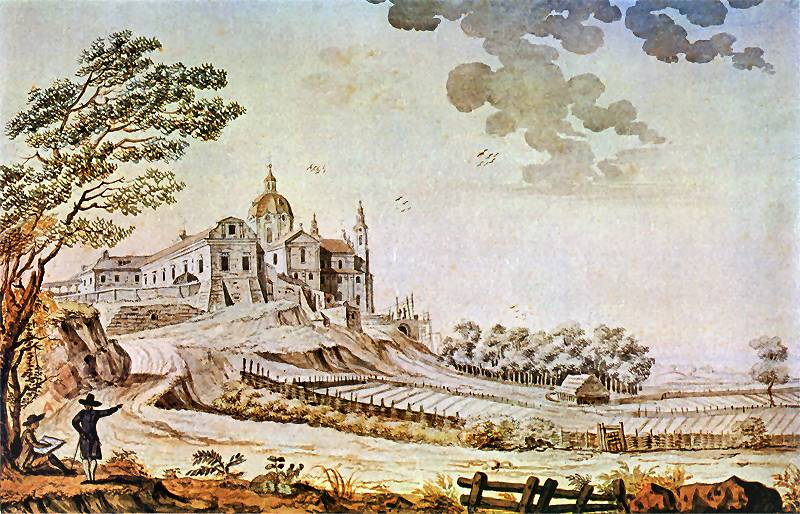
Почаїв. Рисунок Зиґмунта Фоґеля, 1791

У результаті Першого поділу Речі Посполитої (1772 р.) Луцька унійна єпархія втратила на користь Австрії 10 деканатів і 116 парафій, які всупереч старанням єпископа Кипріяна Стецького замінити їх на частину Кам'янецької єпархії, у 1786 році були формально приєднані до Львівської унійної єпархії. У 1811—1815 роках ординарію Луцької унійної єпархії підпорядковувались також 328 церков і один монастир Тернопільського округу. Заслуженими душпастирями були єпископи Стефан Левинський, Флоріян Корсак (1804—1811) і Кирило Сиротинський (1825—1827). У 1826 році єпископом став Іван Красовський, хоч уважали, що він не здатний до церковних урядів. У Луцькій унійній єпархії існував також уряд єпископа-коад'ютора — Михайло Стадницький (1784—1787) і Стефан Левинський (1787—1797); керували єпархією також адміністратори (зазвичай ними були майбутні ординарії) — Стефан Левинський (1787—1797), Яків Мартушевич (1814—1818) та Кирило Сиротинський (1827—1828). Адміністратором по смерті Красовського став Сиротинський, якого після скасування єпархії призначено на єпископа-помічника Жировицької єпархії.
Станом на 1825—1827 роки Луцька унійна єпархія складалася з 189 парафій у 15 деканатах (Луцький, Дубровицький, Дубенський, Камінь-Каширський, Кашогродський (пол. Kaszogrodzki), Ковельський, Козинський (пол. Koziński), Кременецький, Острозький, Ратненсько-Зарицький (пол. Ratneńsko-Zarzycki), Рівненський, Старокостянтинівський, Заславський, Звягельський і Володимирський) і бл. 119 330 вірних. Надалі в єпархії функціонувала капітула з 5 прелатурами і 6 каноніями. Упродовж 1803—1826 років катедральним храмом єпархії була церква Покрови Пресвятої Богородиці. У 1828 році Луцька унійна єпархія була скасована (парафії Дубенського і Ковельського повітів увійшли до Жировицької (Литовської) єпархії, а решта — до Полоцької архієпархії).

### Новітній період
Відновити Луцьку унійну єпархію пробували Львівські митрополити Андрей Шептицький, висвятивши в 1914 році на єпископа Луцького Йосифа Боцяна і єпископа Острозького Дмитра Яремка, та Йосиф Сліпий, що висвятив у 1963 році на єпископа Луцького Василя Величковського.
У 1990 році зареєструвалася в Луцьку громада греко-католиків, був утворений Луцький деканат з парафіями в Луцьку (дві), Ковелі, Рівному, Сарнах і Володимирі-Волинському, який підпорядковувався спочатку Києво-Вишгородському екзархатові УГКЦ. 15 січня 2008 року Папа Венедикт XVI поблагословив рішення Синоду єпископів Української Греко-Католицької Церкви про заснування Волинського (Луцького) екзархату УГКЦ.